# دیواره (برنامه‌نویسی)
مخفف: DIV
سرواژه عبارت: Division
دیواره یا div، از دستورهای  زبان‌های نشانه‌گذاری اَبَرمتن، مانند اِچ.تی.اِم.اِل یا اکس.اِچ.تی.اِم.اِل است و کاربرد آن مشخص کردن بخشی، یا همه محتوای یک صفحه وب می‌باشد، و می‌توان از آن برای جدا کردن گروهی از عنصرهای سازنده یک صفحه وب، در یک دیواره منطقی، سود جست. دیواره‌ها (یا Div) در بحث طراحی وب و الگوهای آبشاری، در رده بلوک هستند، یعنی بخش‌های مجازی بلوک مانند که می‌توان پاراگراف، عنوان، تصویر یا هر محتوایی را درون آنها قرار داد، و با افزودن چند دستور در الگوهای آبشاری (یا CSS)، چگونگی چیدمان و نمایش آنها را بر صفحه وب، مشخص کرد.